# Aglauropsis vannuccii
Aglauropsis vannuccii är en nässeldjursart som beskrevs av Thomas och Chapgar 1975. Aglauropsis vannuccii ingår i släktet Aglauropsis och familjen Olindiasidae.
Artens utbredningsområde är Indiska oceanen. Inga underarter finns listade i Catalogue of Life.